# 富士ピー・エス
株式会社富士ピー・エス（ふじピー・エス）は、福岡県福岡市中央区に本社を置く、主にプレストレストコンクリート構造物の設計・施工など行う建設会社。

## 沿革
- 1954年（昭和29年）3月19日 - 九州地区のプレストレスト・コンクリート事業の先駆けとして、福岡市天神町に九州鋼弦コンクリート株式会社の商号で設立。
- 1954年（昭和29年）10月 - 福岡県筑紫郡山家村に山家工場を設置し、PC製品の製造を開始。
- 1954年（昭和29年）11月 - 福岡市橋口町に本店移転。
- 1959年（昭和34年）7月 - 大阪府大阪市北区に大阪出張所（現・関西支店）設置。
- 1960年（昭和35年）6月 - 福岡市天神町（天神ビル内）に本店移転。
- 1960年（昭和35年）8月 - 福岡県朝倉郡夜須町に夜須作業所設置。
- 1963年（昭和38年）7月 - 東京都千代田区に東京連絡所（現・関東支店）設置。
- 1964年（昭和39年）12月 - 大阪府大東市に大阪大東工場設置。
- 1965年（昭和40年）11月 - プレハブ部を新設し、コンクリートプレハブ建築事業へ進出。
- 1966年（昭和41年）4月 - 広島県広島市に広島出張所（現・広島支店）設置。
- 1970年（昭和45年）8月 - 福岡県鞍手郡小竹町に筑豊工場（現・九州小竹工場）設置。
- 1970年（昭和45年）10月 - 福岡市に福岡支店（現・九州支店）、建築事業部（現・建築本部）設置。
- 1971年（昭和46年）1月 - 栃木県真岡市に関東工場設置。
- 1972年（昭和47年）4月 - 商号を富士ピー・エス・コンクリート株式会社に変更。
- 1976年（昭和51年）1月 - 宮城県仙台市に仙台連絡所設置。
- 1979年（昭和54年）9月 - 愛知県名古屋市中区に名古屋営業所（現・名古屋支店）設置。
- 1988年（昭和63年）9月 - 土木建築用資機材の効率的調達を図るため、富士興産株式会社を設立。
- 1991年（平成3年）4月 - 商号を株式会社富士ピー・エスに変更。
- 1993年（平成5年）3月 - 福岡証券取引所に株式上場。
- 1996年（平成8年）4月 - メンテナンス市場への積極的参画、事業拡大のため、株式会社富士メンテを設立。
- 1996年（平成8年）4月 - 大阪証券取引所市場第二部に株式上場。
- 1998年（平成10年）3月 - 大阪大東工場の代替工場として三重県多気郡明和町に三重工場設置。
- 2000年（平成12年）4月 - 山家工場・大阪大東工場を閉鎖。
- 2000年（平成12年）12月 - 決算期日を9月30日から3月31日に変更。
- 2001年（平成13年）4月 - 建築事業部（現・建築本部）を福岡支店（現・九州支店）に統合。
- 2001年（平成13年）4月 - 福島県安達郡大玉村に東北工場設置。
- 2002年（平成14年）5月 - 本店及び福岡支店（現・九州支店）を福岡市中央区天神二丁目から同区舞鶴二丁目に移転。
- 2006年（平成18年）6月 - 執行役員制度の導入。
- 2007年（平成19年）3月 - 株式会社富士メンテを解散。
- 2008年（平成20年）1月 - 福島県常磐地区に密着した企業活動を展開するため、いわき工場の運営会社として株式会社常磐ピーシー（現・非連結子会社）を設立。
- 2008年（平成20年）1月 - 福島県いわき市にいわき工場取得。
- 2008年（平成20年）10月1日 - 富士興産株式会社を吸収合併。
- 2009年（平成21年）2月 - 本店を福岡市中央区舞鶴二丁目から同区薬院一丁目に移転。
- 2009年（平成21年）3月 - 夜須作業所・仙台連絡所閉鎖。
- 2011年（平成23年）10月1日 - 株式会社常磐ピーシーを吸収合併。
- 2012年（平成24年）1月24日 - 株式会社シーピーケイの全株式を取得。（現・子会社）
- 2012年（平成24年）3月1日 -　北九州・仙台営業所設置。
- 2013年（平成25年）7月 - 大阪証券取引所と東京証券取引所の現物株市場統合に伴い、東京証券取引所第二部に上場。
- 2018年（平成30年）6月19日 - 東京証券取引所第一部に指定[2]。

## 拠点
- 本店（福岡県福岡市中央区）

関東エリア
- 関東支店（東京都江東区亀戸）
- 東北支店（宮城県仙台市青葉区）
- 岩手営業所（岩手県盛岡市）
- 福島営業所（福島県郡山市）
- 新潟営業所（新潟県新潟市）
- 茨城営業所（茨城県水戸市）
- 栃木営業所（栃木県真岡市）
- 関東工場（栃木県真岡市）
- いわき工場（福島県いわき市）
- 東北工場（福島県安達郡大玉村）
- 東北機材センター（福島県安達郡大玉村）

関西エリア
- 名古屋支店（愛知県名古屋市中区）
- 関西支店（大阪府大阪市淀川区）
- 兵庫営業所（兵庫県神戸市中央区）
- 四国営業所（香川県高松市）
- 滋賀工場（滋賀県東近江市)
- 三重工場（三重県多気郡明和町)
- 関西機材センター（三重県多気郡明和町）

九州エリア
- 九州支店（福岡県福岡市中央区）
- 広島支店（広島県広島市中区）
- 鳥取営業所（鳥取県鳥取市）
- 山口営業所（山口県宇部市）
- 北九州営業所（福岡県北九州市小倉北区）
- 福岡営業所（福岡県福岡市中央区）
- 長崎営業所（長崎県長崎市）
- 熊本営業所（熊本県熊本市）
- 大分営業所（大分県大分市）
- 宮崎営業所（宮崎県宮崎市）
- 鹿児島営業所（鹿児島県姶良市）
- 沖縄営業所（沖縄県那覇市）
- 九州小竹工場（福岡県鞍手郡小竹町)
- 九州機材センター（福岡県朝倉郡筑前町）

## 子会社
- 株式会社シーピーケイ
  - 本社：大阪府大阪市淀川区西中島七丁目16番76号
  - 滋賀工場：滋賀県東近江市五個荘和田町123番地
  - 資本金：40百万円
  - 設立：2009年（平成21年）2月13日
  - 事業内容：プレストレストコンクリート（PC）まくらぎの製造・販売